# أبسولوت
أبسولوت (بالسويدية: Absolut) وهي شركة سويدية لصنع الخمور والفودكا خصوصا، يقع مقر هذه الشركة في بلدة أهوس في محافظة سكانيا جنوب السويد، شكلت هذه الشركة من قبل مجموعة فرنسية وكان منهم بيرنورد ريكارد، أبسولوت باعت حوالي 5,63 مليار يورو في سنة 2008 في السويد، تأسست هذه الشركة في القرن التاسع عشر.